# Karl Ringqvist
Karl Simon Ringqvist, född 15 augusti 1883 i Amurliden, Gustav Adolfs församling, dåvarande Skaraborgs län, död 1 april 1958 i Mölekullen, Habo församling, Skaraborgs län, var en svensk politiker, nämndeman, hembygdsforskare och författare.
Karl Ringqvist var son till torparen Aron Levin Samuelsson och Lovisa Johansdotter. Han var  hemmansägare i Möllekullen, Habo. Han var verksam inom politiken. Han satt som ordförande i kommunfullmäktige i Habo, kommunalnämnden och kyrkofullmäktige. Han var ordförande i byggnadsnämnden, ledamot av kyrkorådet och folkskolestyrelsen samt ordförande i valnämnden.
År 1925 blev Karl Ringqvist nämndeman, vilket han kom att vara ända fram till 1957, en tid även som häradsdomare. Han var även föreståndare för Göteborgs handelsbank i Habo samt överförmyndare, ett engagemang som han uppehöll fram till sin död. Han bedrev hembygdsforskning vilket resulterade i den 635 sidor tjocka Habo – en sockens historia (1959).
Han var gift från 1913 med Edla Johansson (1880–1956) och var far till konstnären Bernt Ringqvist.